# Поторак, Габриэла
Габриэла Поторак (рум. Gabriela Potorac; род. 6 февраля 1973, Бакэу, Румыния) — румынская гимнастка, серебряная медалистка Олимпийских игр в командном первенстве (1988). Серебряная и бронзовая призёрка Чемпионата мира (1989). Чемпионка Европы в упражнениях на бревне (1989).

## Награды
- Медаль ордена «За заслуги» II степени (2000 год, Румыния)[2].